# Liste der Biografien/Schneider, E
Liste der Biografien |
Portal Biografien |
E Personensuche
# |
A |
B |
C |
D |
E |
F |
G |
H |
I |
J |
K |
L |
M |
N |
O |
P |
Q |
R |
S |
T |
U |
V |
W |
X |
Y |
Z |
?
 
Sa |
Sb |
Sc |
Sd |
Se |
Sf |
Sg |
Sh |
Si |
Sj |
Sk |
Sl |
Sm |
Sn |
So |
Sp |
Sq |
Sr |
Ss |
St |
Su |
Sv |
Sw |
Sy |
Sz
 
Sca–Sce |
Sch |
Sci–Scz
 
Scha |
Schc |
Schd |
Sche |
Schg |
Schi |
Schj |
Schk |
Schl |
Schm |
Schn |
Scho |
Schp |
Schr |
Schs |
Scht |
Schu |
Schv |
Schw |
Schy
 
Schna |
Schne |
Schni |
Schno |
Schnu |
Schny
 
Schneb |
Schnec |
Schned |
Schnee |
Schneg |
Schneh |
Schnei |
Schnek |
Schnel |
Schnep |
Schner |
Schnet |
Schneu |
Schnew |
Schney |
Schnez
 
Schneib |
Schneic |
Schneid |
Schneie |
Schneik |
Schneis |
Schneit
 
Schneida |
Schneide |
Schneidh |
Schneidl |
Schneidm |
Schneidr |
Schneidt
 
Schneidem |
Schneiden |
Schneider |
Schneidew
 
Schneider, A |
Schneider, B |
Schneider, C |
Schneider, D |
Schneider, E |
Schneider, F |
Schneider, G |
Schneider, H |
Schneider, I |
Schneider, J |
Schneider, K |
Schneider, L |
Schneider, M |
Schneider, N |
Schneider, O |
Schneider, P |
Schneider, R |
Schneider, S |
Schneider, T |
Schneider, U |
Schneider, V |
Schneider, W |
Schneider, Y |
Schneiderb |
Schneidere |
Schneiderf |
Schneiderh |
Schneiderl |
Schneiderm |
Schneidero |
Schneiders |
Schneiderw
Die Liste der Biografien führt alle Personen auf, die in der deutschsprachigen Wikipedia einen Artikel haben. Dieses ist eine Teilliste mit 66 Einträgen von Personen, deren Namen mit den Buchstaben „Schneider, E“ beginnt.

## Schneider, E

### Schneider, Eb
- Schneider, Eberhard (* 1941), deutscher Politikwissenschaftler und Osteuropaexperte

### Schneider, Ec
- Schneider, Eckhard (1943–2022), deutscher Museumsleiter
- Schneider, Eckhard (* 1952), deutscher Politiker (CDU), MdL

### Schneider, Ed
- Schneider, Edda, deutsche Richterin des Bayerischen Verfassungsgerichtshofs
- Schneider, Edgar (* 1949), deutscher Fußballspieler
- Schneider, Edgar W. (* 1954), deutscher Linguist österreichischer Herkunft
- Schneider, Edith (1919–2012), deutsche Schauspielerin und Synchronsprecherin
- Schneider, Edmund (1901–1968), deutscher Flugzeugkonstrukteur und Inhaber einer Fabrik für Segelflugzeuge
- Schneider, Edmund (1902–1970), deutscher Bankbeamter und politischer AktivistEdmund Schneider (1902–1970)

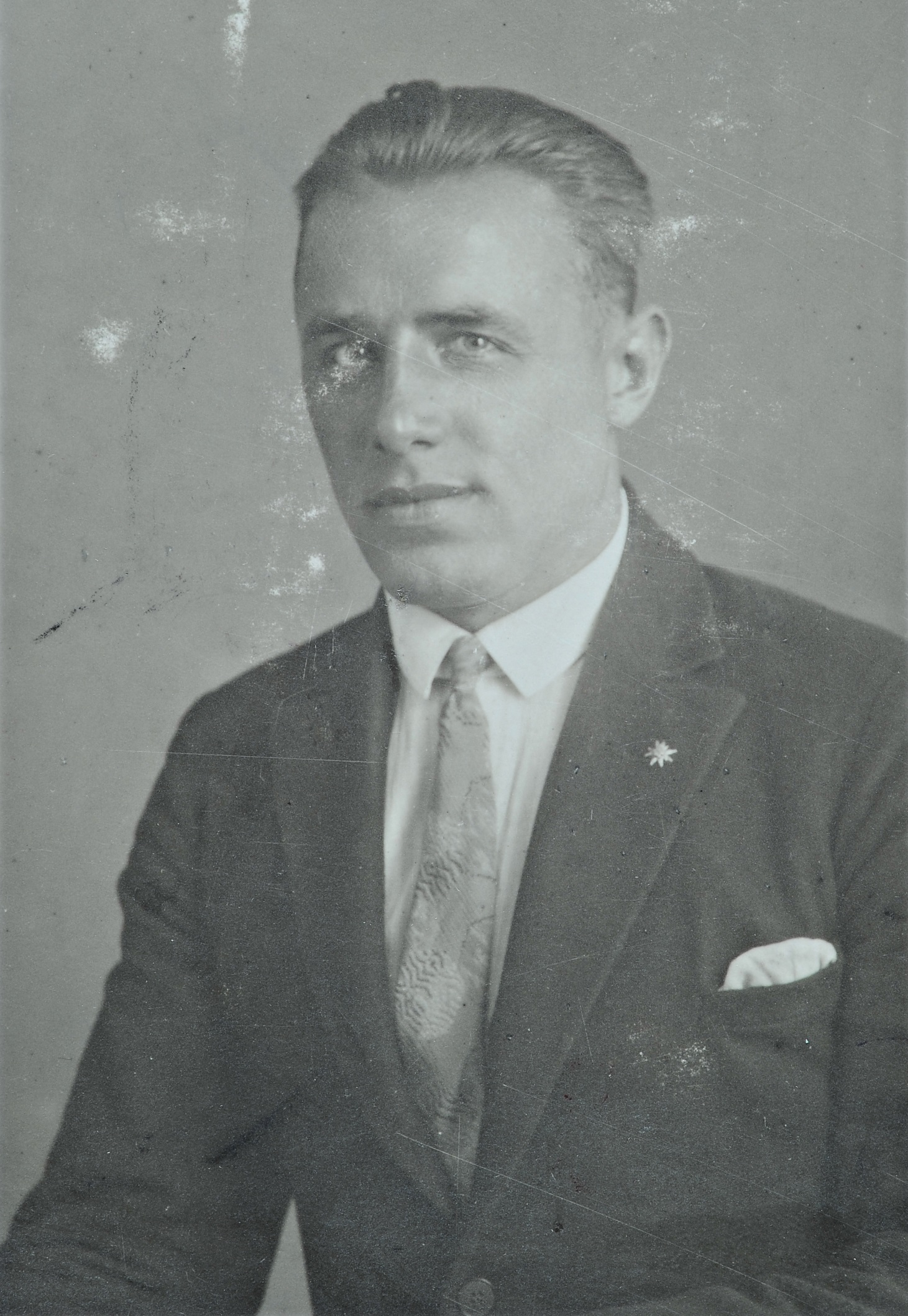
Edmund Schneider (1902–1970)

- Schneider, Eduard (* 1944), deutscher Germanist, Rumänist und Zeitungsredakteur
- Schneider, Eduard (* 1948), Schweizer Radrennfahrer
- Schneider, Edwin (1874–1958), US-amerikanischer Pianist, Lehrer und Musikredakteur

### Schneider, Eg
- Schneider, Egidius (1893–1958), deutscher Sozialreferent und Erwachsenenbildner
- Schneider, Egon (1927–2014), deutscher Jurist und Fachautor

### Schneider, El
- Schneider, Eleonore (1907–1982), deutsche Politikerin (CDU), MdA
- Schneider, Elfe (1903–1970), deutsche Schauspielerin, Synchronsprecherin und Fotografin
- Schneider, Eliza (* 1978), US-amerikanische Schauspielerin, Singer-Songwriterin, Dramatikerin, Historikerin und Synchronsprecherin
- Schneider, Elmar (1945–2003), deutscher Politiker (CDU)

### Schneider, Em
- Schneider, Emil (1832–1896), deutscher Theaterschauspieler
- Schneider, Emil (1839–1928), deutschamerikanischer Buchhändler, Pfarrer, Missionar und Schriftsteller
- Schneider, Emil (* 1871), deutscher Verwaltungsjurist und Bezirksoberamtmann
- Schneider, Emil (1873–1947), französischer Maler und Grafiker
- Schneider, Emil (1883–1961), österreichischer Politiker, Abgeordneter zum Nationalrat, Unterrichtsminister, Mitglied des Bundesrates
- Schneider, Émilie (1820–1859), deutsche Nonne der Töchter vom heiligen Kreuz
- Schneider, Emily (* 2003), deutsche Nordische Kombiniererin und Skispringerin

### Schneider, En
- Schneider, Enjott (* 1950), deutscher Komponist, Musikwissenschaftler und HochschullehrerEnjott Schneider (* 1950)

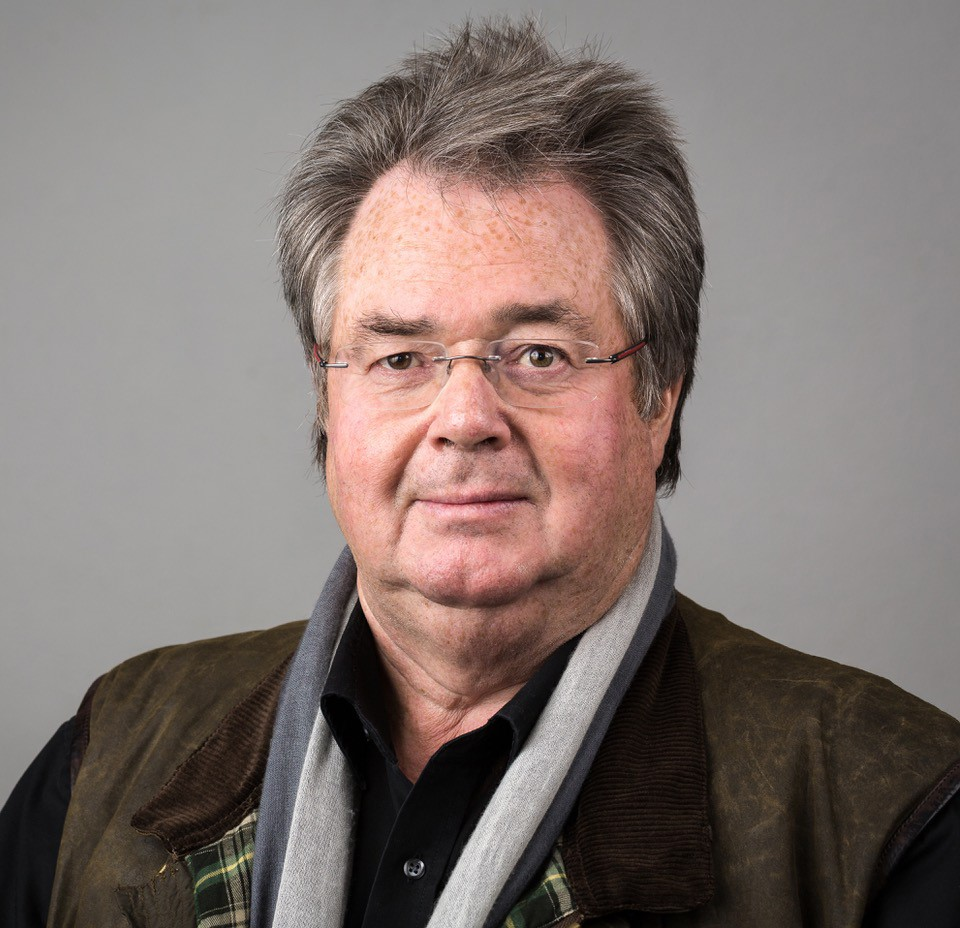
Enjott Schneider (* 1950)

### Schneider, Ep
- Schneider, Epiphany (1903–1977), deutsche römisch-katholische Ordensfrau, Missionarin und Märtyrin

### Schneider, Er
- Schneider, Erdmann Gottfried (1700–1767), Bürgermeister von Bautzen
- Schneider, Eric (* 1963), deutscher Pianist
- Schneider, Eric (* 1977), kanadischer Eishockeyspieler
- Schneider, Erich (1891–1935), deutscher Politiker (NSDAP), MdR
- Schneider, Erich (1892–1979), deutscher Kirchenmusiker und Dirigent
- Schneider, Erich (1894–1980), deutscher Generalleutnant im Zweiten Weltkrieg und Ingenieur
- Schneider, Erich (1895–1959), deutscher Politiker (SPD)
- Schneider, Erich (1900–1970), deutscher Wirtschaftstheoretiker
- Schneider, Erich (1933–2024), deutscher Politiker (CDU), MdL
- Schneider, Erich (* 1952), österreichischer Manager und Fußballspieler
- Schneider, Erich (* 1954), deutscher Kunsthistoriker und Museumsleiter
- Schneider, Erik (* 1967), deutscher Designer
- Schneider, Ernst (1850–1913), Gewerbetreibender und antisemitischer Politiker in Österreich-Ungarn
- Schneider, Ernst (1874–1968), deutscher Gartenbaudirektor in Königsberg
- Schneider, Ernst (1878–1957), Schweizer Volksschullehrer, Reformpädagoge und Freiwirtschafter
- Schneider, Ernst (1894–1975), österreichischer Erfinder
- Schneider, Ernst (* 1900), deutscher Physiker und Hochschullehrer
- Schneider, Ernst (1900–1977), deutscher Unternehmer und Präsident des Deutschen Industrie- und Handelskammertages (DIHK)
- Schneider, Ernst (1914–1944), deutscher römisch-katholischer Kaufmann und Märtyrer
- Schneider, Ernst (1941–2003), deutscher Jurist, Richter am Bundesgerichtshof
- Schneider, Ernst (* 1944), deutscher Unternehmensberater, Verhaltenstrainer und Fachbuchautor
- Schneider, Ernst August (1902–1976), deutscher Musikjournalist, Dramaturg, Regisseur und Theaterdirektor
- Schneider, Ernst Klaus (* 1936), deutscher Musikpädagoge und Hochschullehrer
- Schneider, Ernst Robert (1825–1900), deutscher Chemiker
- Schneider, Ernst von (1846–1914), deutscher Reichsgerichtsrat
- Schneider, Erwin (1892–1969), österreichischer Theologe und Hochschullehrer
- Schneider, Erwin (1906–1987), österreichischer Bergsteiger und KartographErwin Schneider (1906–1987)

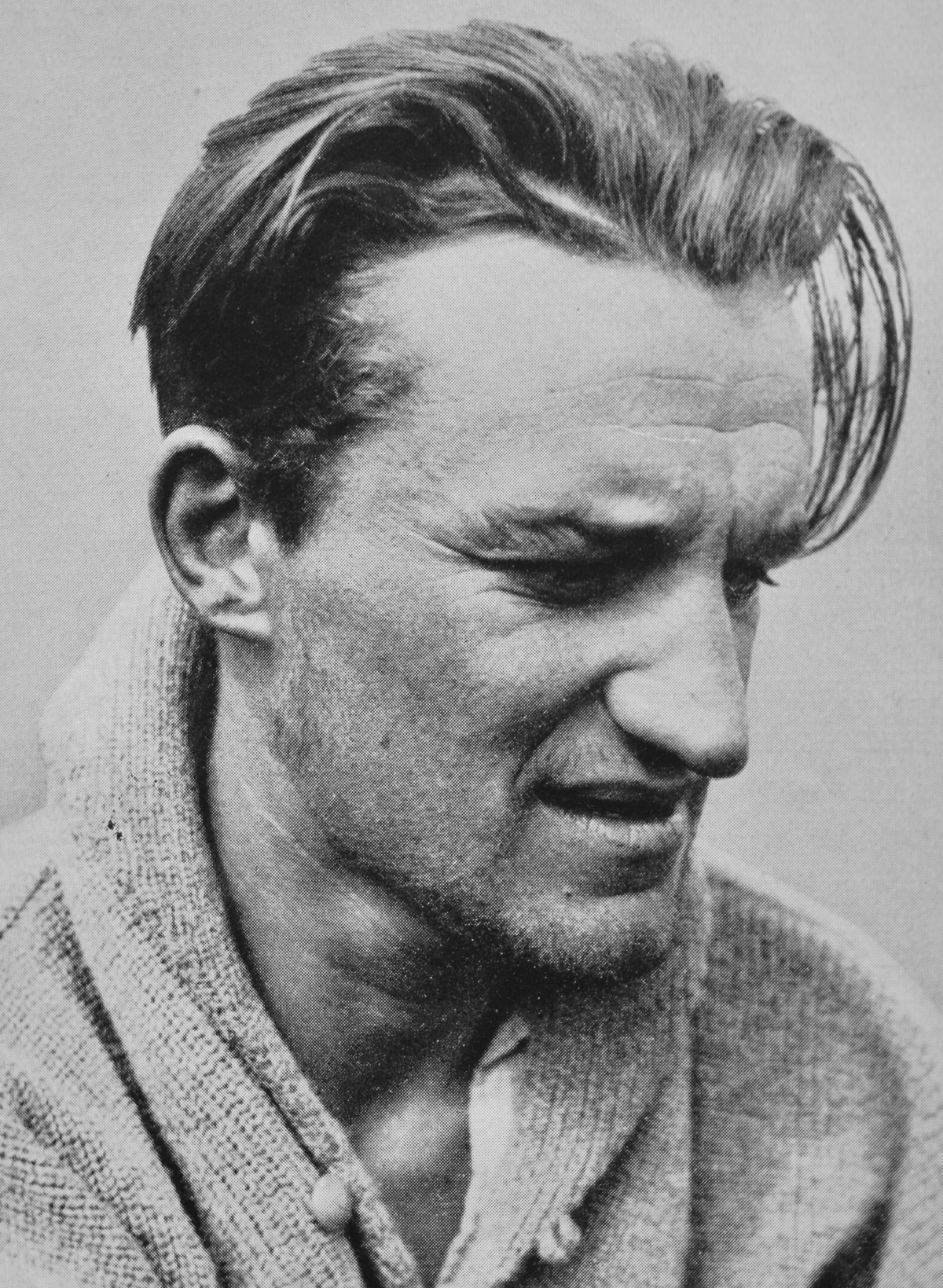
Erwin Schneider (1906–1987)

- Schneider, Erwin (* 1918), deutscher Fußballspieler
- Schneider, Erwin (1955–2007), österreichischer Fußballspieler
- Schneider, Erwin (* 1961), deutscher Politiker (CSU), MdL

### Schneider, Et
- Schneider, Etienne (* 1971), luxemburgischer Politiker

### Schneider, Eu
- Schneider, Eugen (1822–1880), deutscher Verwaltungsjurist; Bürgermeister von Bamberg und Landtagsabgeordneter in Bayern, MdR
- Schneider, Eugen (1880–1953), Schweizer Architekt und Politiker
- Schneider, Eugen (1898–1983), deutscher Gewerkschaftsfunktionär und Landrat
- Schneider, Eugen von (1854–1937), deutscher Archivar und Rechtshistoriker
- Schneider, Eugène (1805–1875), französischer Industrieller
- Schneider, Eulogius (1756–1794), deutscher Franziskaner, Hochschullehrer, Jakobiner und Religionsphilosoph

### Schneider, Ev
- Schneider, Eva, deutsche Richterin am Bundespatentgericht

### Schneider, Ew
- Schneider, Ewald (1859–1924), deutscher lutherischer Theologe und Autor